# Таблички из Пицы
Таблички из Пицы — комплект из четырёх деревянных плакеток, найденных в Пице близ античного города Сикион (Греция) в 1935 году. Эти сохранившиеся фрагменты некоего предмета вотивного характера принадлежат к архаическому периоду искусства Древней Греции и считаются древнейшим сохранившимся примером античной станковой живописи. Датируются VI веком до н. э. Являются экспонатом Национального археологического музея Афин. 
Таблички являются вотивными предметами и представляют собой тонкие деревянные дощечки, покрытые грунтовкой на основе гипса. Живопись выполнена минеральными пигментами, благодаря чему прекрасно сохранились яркие цвета. Вероятно, вначале был нанесён контурный рисунок чёрного цвета, который затем был раскрашен художником без применения каких-либо градаций или оттенков. Всего были использованы восемь пигментов: сажа, карбонат кальция, египетский голубой, красная и жёлтая охра, киноварь, аурипигмент и реальгар, которые дали чёрный, белый, синий, красный, жёлтый, зелёный, фиолетовый и коричневый цвета.
Из всех табличек живопись почти целиком присутствует только на одной. На второй табличке в правом углу сохранилось изображение четырёх женщин в профиль. Две другие таблички представляют из себя фрагменты с изображением подолов одежд.

Рисунки первых двух табличек сопровождаются пояснительными надписями. На первой табличке представлена жертвенная процессия: женщин, участвующих в ритуале, сопровождают два подростка, играющие на флейте и лире, ещё один мальчик подводит к жертвеннику ягнёнка, тогда как крайняя справа женщина, держащая на голове поднос, по-видимому, собирается лить масло на алтарь. 

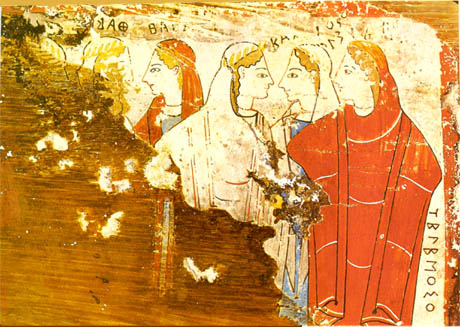
Фрагмент живописи

Надпись указывает на посвящение нимфам (EYEKEN TIS NYMFAIS) и приводит имена дарительниц (Ehdydikas, Echolis, Ethelonia), также сохранилось указание на некоего коринфянина.
Таблички были созданы в период Архаической Греции и стилистически относятся примерно к 540-м — 530-м годам до н. э. Согласно Плинию Старшему, древние греки считали, что станковая живопись была изобретена именно в Сикионе, то есть в непосредственной близости от места находки. Таблички были найдены среди множества других мелких предметов и фрагментов в пещере, некогда служившей религиозным святилищем, и связаны с широко распространённым по всей Греции сельским культом нимф. Вероятно, в своё время они были довольно дешёвым предметом не высокого качества, предназначавшимся для подношений людьми из довольно бедных слоев населения. Богатые подношения, выполненные из более дорогих и драгоценных материалов, практически не дошли до нашего времени.
Все прочие сохранившиеся примеры, условно относящиеся к античной станковой живописи (Фаюмские портреты, Берлинское тондо), были созданы столетиями позднее, в римский период.